# فرینج (فصل ۴)
فصل چهارم از مجموعه تلویزیونی علمی تخیلی فرینج است که از تاریخ ۲۳ سپتامبر ۲۰۱۱ در ۲۲ قسمت از شبکه فاکس پخش شد. این مجموعه توسط بد ربات پروداکشن با همکاری وارنر بروس تهیه شده‌است. پخش فصل چهارم به‌طور رسمی از ۲۴ مارس ۲۰۱۱ اعلام شد.

## بازیگران

### شخصیت‌های اصلی
- آنا تورو در نقش اولیویا دانم
- جاشوا جکسون در نقش پیتر بی‌شاپ
- جان نوبل در نقش دکتر والتر بی‌شاپ
- بلر براون در نقش نینا شارپ
- لنس ردیک در نقش فیلیپ برویلز
- جسیکا نیکول در نقش استرید فارنسورث
- ست گیبل در نقش لینکولن لی

### شخصیت‌های مهمان
- لئونارد نیموی در نقش ویلیام بل
- مایکل سروریس در نقش ناظر/سپتامبر